# Anna Brandenberg
Anna Brandenberg, född 3 april 1976, i Karlstad är en svensk undersköterska som arbetar i hemtjänsten i Kristinehamn.

## Biografi
Brandenberg började sitt första arbete på ett tvätteri när hon var 16 år. Hon har därefter utbildat sig till undersköterska och har i många år arbetat inom hemtjänsten i Kristinehamn. Hon har framhållit betydelsen av och komplexiteten i detta arbete, men blivit besviken på attityder till arbetsområdet, samt rådande arbets- och lönevillkor.
Hennes tankar och upplevelser ledde fram till att hon den 10 juli 2024 publicerade en debattartikel i Kommunalarbetaren med titeln Säg inte åt mig att byta jobb när jag klagar på hemtjänsten – det gör mig vansinnig. I artikeln efterfrågar hon en attitydförändring, där hon vill att undersköterska i hemtjänsten ska vara det finaste och mest attraktiva av alla yrken. Hon efterfrågar högre lön, bättre arbetsvillkor, rimligare arbetstider samt att brister i verksamheten omhändertas och åtgärdas på ett prioriterat sätt.
Debattartikeln uppmärksammades av flera ledande medier. DN:s ledarskribent Erik Helmerson undrade vilket parti som tar chansen att rensa upp bland vårdens mellanchefer och konsulter, och Expressen utsåg i mars 2025 Brandenberg till en av Årets kvinnor 2025.
Brandenberg var sommarpratare i Sommar i P1 den 9 juli 2025.